# Windorah
Windorah ist ein kleiner Ort mit 104 Einwohnern im Südwesten des australischen Bundesstaat Queensland. Er liegt im Outback rund 1200 Kilometer westlich von Brisbane und 300 Kilometer südwestlich von Longreach an der Diamantina Developmental Road. Dabei ist er nur einer von drei Orten des dünn besiedelten Verwaltungsgebiets (LGA) Barcoo Shire. Der Ort ist benannt nach einer Bezeichnung der Aborigines für Ort des Großen Fisches.

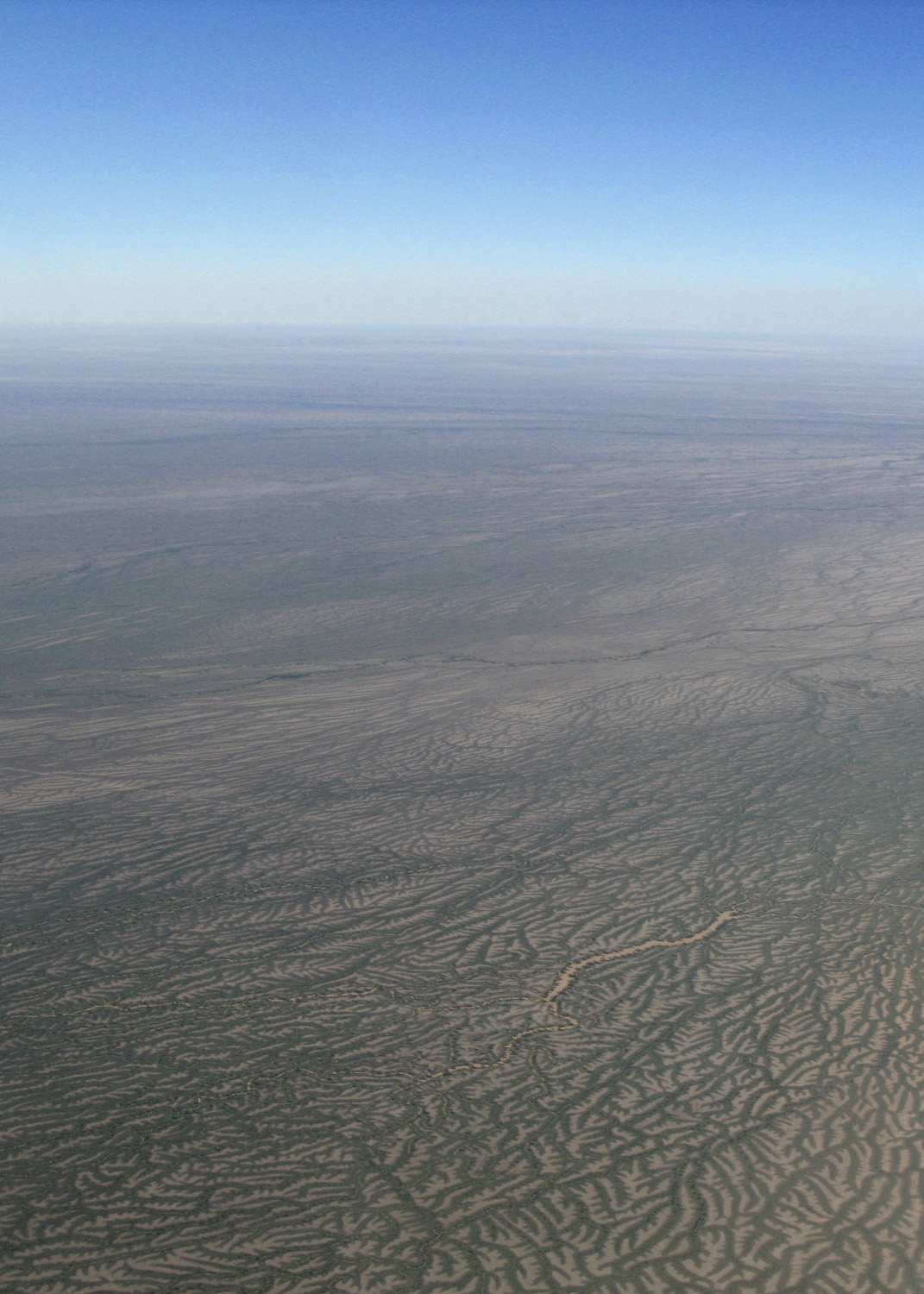
Channel Country

35 Kilometer flussaufwärts vor Windorah bilden der Thomson und Barcoo River den mächtigen Cooper Creek. Bei Überschwemmungen während der Regenzeit formt dieser einen bis zu 100 km breiten in zahlreichen Kanälen ausgebildeten Flusslauf. Die meiste Zeit führt der Cooper Creek allerdings kein Wasser und besteht aus einer Vielzahl von Wasserlöchern, die größten können bis zu 19 km lang und 10 m tief sein. Aus diesem Grund wird Windorah, zusammen mit Birdsville auch oft als das Heart of the Channel Country bezeichnet.
Schaf- und Rinderzucht bilden die Hauptwirtschaftszweige in diesem Gebiet, wobei sich in der jüngeren Vergangenheit die Gas- und Ölindustrie in diesem Gebiet entwickelt. Viele Bewohner sind mit der Instandhaltung des Dingozauns beschäftigt.
2008 wurde in Windorah ein Solarkraftwerk mit einer Spitzenleistung von 130 kWp und einer Jahresleistung von 360.000 kWh installiert. Es besteht aus fünf Parabolspiegeln mit einem Durchmesser von 13,7 Metern und es wird von Dieselgeneratoren unterstützt.
Etwa einen Kilometer nördlich der Stadt liegt der Flughafen von Windorah.

## Klima
Das Klima von Windorah ist sehr unterschiedlich. Im Sommer erreichen die Temperaturen annähernd 50 °C, im Winter fallen sie unter 0 °C. Die jährliche Niederschlagsmenge variiert zwischen 86 mm im Minimum bis 988 mm im Maximum. Andere Wetterextreme sind 25 Frosttage im Jahr 1977, zehn Sandstürme 1987 und vier Hagelstürme 1985.
|                       | Jan  | Feb  | Mär  | Apr  | Mai  | Jun  | Jul  | Aug  | Sep  | Okt  | Nov  | Dez  |   |       |
| Mittl. Tagesmax. (°C) | 38,1 | 36,6 | 34,6 | 30,2 | 25,3 | 21,7 | 21,4 | 24,1 | 28,4 | 32,5 | 35,4 | 37,8 | ⌀ | 30,5  |
| Mittl. Tagesmin. (°C) | 24,1 | 23,5 | 21,1 | 16,1 | 11,3 | 7,6  | 6,6  | 8,1  | 12,1 | 16,5 | 19,9 | 22,5 | ⌀ | 15,7  |
|                       |      |      |      |      |      |      |      |      |      |      |      |      |   |       |
| Niederschlag (mm)     | 42,9 | 49,5 | 42,2 | 19,8 | 18,6 | 16,5 | 15,0 | 9,8  | 10,6 | 17,7 | 22,2 | 30,4 | Σ | 295,2 |
|                       |      |      |      |      |      |      |      |      |      |      |      |      |   |       |
| Regentage (d)         | 3,6  | 3,6  | 2,9  | 1,6  | 1,8  | 1,9  | 1,6  | 1,4  | 1,5  | 2,2  | 2,8  | 3,2  | Σ | 28,1  |

| 24,1 |

| 23,5 |

| 21,1 |

| 16,1 |

| 11,3 |

| 7,6 |

| 6,6 |

| 8,1 |

| 12,1 |

| 16,5 |

| 19,9 |

| 22,5 |

| 24,1 |

| 23,5 |

| 21,1 |

| 16,1 |

| 11,3 |

| 7,6 |

| 6,6 |

| 8,1 |

| 12,1 |

| 16,5 |

| 19,9 |

| 22,5 |